# زردپره تریسترم
زردپره تریسترم (نام علمی: Emberiza tristrami) نام یک گونه از سرده زردپره‌های معمولی است.